# Officiers généraux de l'armée des États confédérés

Insigne de col d'un général de l'armée des États confédérés (CSA).

Les officiers généraux de l'armée des États confédérés (CSA) sont les chefs militaires supérieurs des États confédérés pendant la guerre de Sécession de 1861 à 1865. Ils étaient souvent d’anciens officiers de l'armée des États-Unis (l'armée régulière) avant la guerre de Sécession, tandis que les autres ont reçu le grade en fonction de leur mérite ou lorsque la nécessité le demandait. La plupart des généraux confédérés avaient besoin de la confirmation du Congrès confédéré, comme les futurs généraux des forces armées modernes des États-Unis.
Comme toutes les forces militaires de la Confédération, ces généraux étaient subordonnés au commandement civil, en particulier à Jefferson Davis, le président du Sud et par conséquent commandant en chef de l'armée, de la marine et des marines des États confédérés.

## Histoire

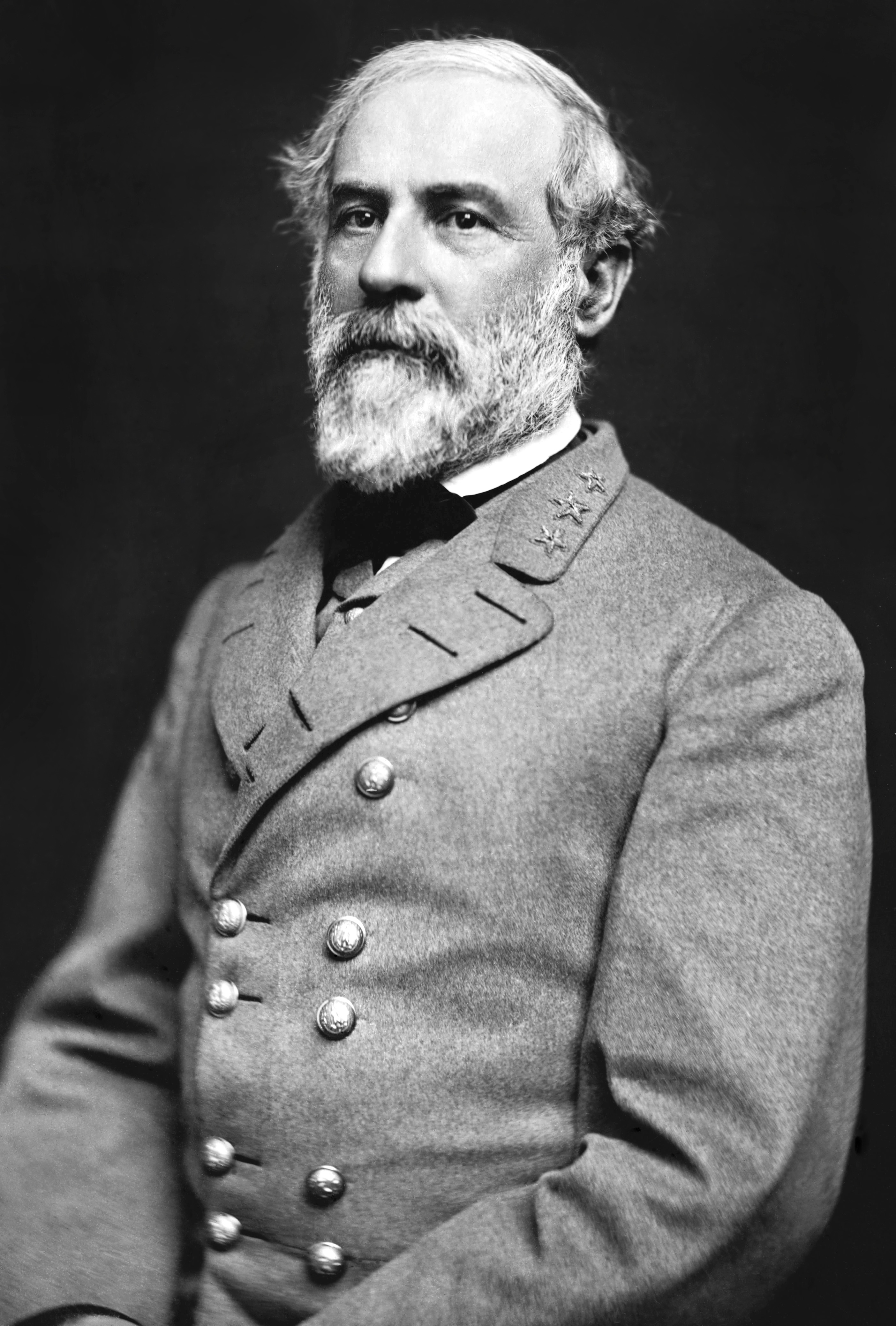
Robert E. Lee, le plus connu des généraux CSA. Il est représenté avec son insigne de colonel confédéré qu'il a choisi de porter tout au long de la guerre.

La plus grande partie de la structure de l'armée des États confédérés est fondée sur la structure et les usages de l'armée des États-Unis lorsque le congrès confédéré établit le département à la Guerre le 21 février 1861. L'armée confédérée est composée de trois parties : l'armée des États confédérés (ACSA, prévue pour être l'armée régulière permanente), l'armée provisoire des États confédérés (PACS, ou armée « volontaire », qui doit être dissoute après les hostilités), et les différentes milices des États du sud.
Les diplômés de West Point et les vétérans de la guerre américano-mexicaine sont grandement recherchés par Jefferson Davis pour entrer au service actif, spécialement comme officiers généraux. Comme son alter ego fédéral, l'armée confédérée a des généraux professionnels et des généraux politiques en son sein. Les grades dans la CSA sont grandement similaires à ceux de l'armée des États-Unis tant sur la structure que sur l'ancienneté. Le 27 février 1861, un état major pour l'armée est autorisé, comprenant quatre postes : un adjudant général, un quartier-maître général, un commissaire général et un chirurgien général (en). Initialement, le dernier de ceux-ci doit être seulement un officier d'état-major. Le poste d'adjudant général est donné à Samuel Cooper (poste qu'il détenait en tant que colonel dans l'armée des États-Unis de 1852 jusqu'à sa démission) et qu'il occupe pendant toute la guerre de Sécession, ainsi que celui d'inspecteur général.
Initialement l'armée confédérée ne nomme que des brigadiers généraux dans les services réguliers et de volontaires; néanmoins, le congrès confédéré vote rapidement une loi permettant la nomination de majors généraux et de généraux, faisant alors une distinction claire avec les majors généraux présents dans les différentes milices des États. Le 16 mai 1861, alors qu'il n'y a que cinq officiers au grade de brigadier général, la loi est votée qui statue en partie : « Que les cinq officiers généraux autorisés par les lois existantes au sein des États confédérés devront avoir le grade et la dénomination de « général » au lieu de « brigadier général », qui devra être le grade militaire le plus élevé des États confédérés... ».
Comme le 18 septembre 1862, lorsque les lieutenants généraux sont autorisés, l'armée confédérée a quatre grades d'officier général ; ce sont (par ordre croissant de grade) le brigadier général, le major général, le lieutenant général et le général. Comme les officiers sont nommés aux différents grades de général par Jefferson Davis (et sont confirmés), il peut créer lui-même les listes de promotions. Les dates de prise de rang et l'ancienneté des officiers nommés à un même grade le même jour sont déterminées par Davis « généralement en suivant les recommandations établies pour l'armée des États-Unis d'avant-guerre ».

## Brigadier général

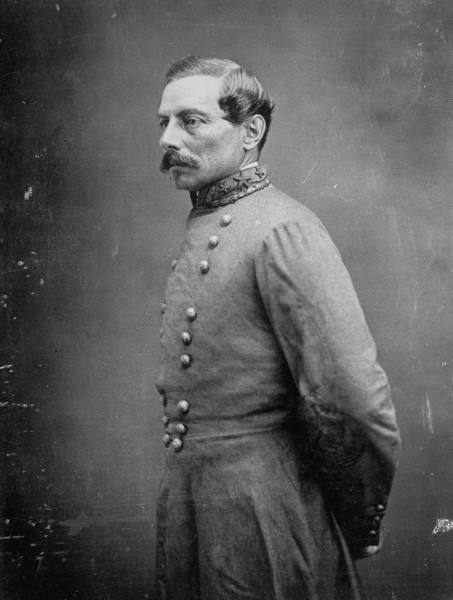
P.G.T. Beauregard, le premier brigadier général de la Confédération et, plus tard, cinquième plus ancien général.

Ces généraux sont le plus souvent des commandants de brigade d'infanterie ou de cavalerie, les aides de camp d'autres généraux de plus haut rang, ou des officiers d'état-major du département de la Guerre. À la fin de la guerre, la confédération a au moins 383 hommes qui ont eu ce grade dans la PACS et trois dans l'ACSA : Samuel Cooper, Robert E. Lee et Joseph E. Johnston. L'organisation des régiments en brigades est autorisée par le congrès le 6 mars 1861. Les brigadiers généraux les commandent et ces généraux sont nommés par Davis et confirmés par le sénat confédéré.
Bien que proches des affectations de l'armée de l'Union, les brigadiers généraux commandent avant tout des brigades alors que les brigadiers généraux de l'Union commandent parfois des divisions ainsi que des brigades, particulièrement pendant les premières années de la guerre. Ces généraux commandent aussi souvent des sous-districts dans des départements militaires, avec un commandement opérationnel sur des soldats dans ces sous-districts. Ces généraux sont d'un rang plus élevé que les colonels de l'armée confédérée, qui commandent habituellement des régiments d'infanterie.
Ce grade est équivalent à celui de brigadier général dans l'armée actuelle des États-Unis.

## Major général

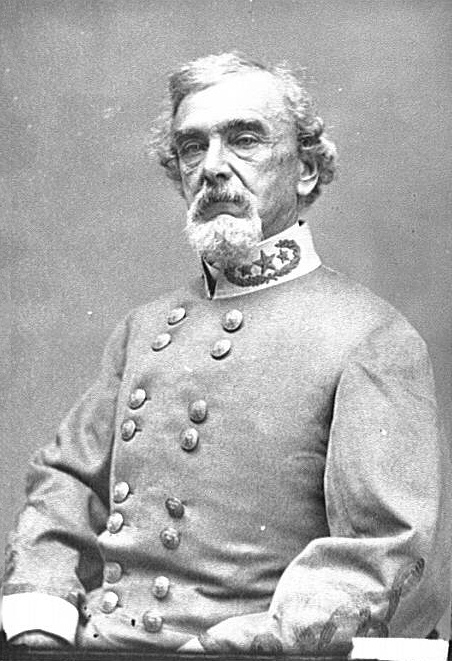
Major général Benjamin Huger, CSA

Ces généraux sont plus communément des commandants de division d'infanterie, des aides auprès de généraux d'un plus haut rang et des officiers d'état-major du département à la guerre. Ils commandent aussi les districts qui composent des départements militaires et commandent les troupes dans leur district. À la fin de la guerre, la confédération a au moins 88 différentes personnes qui ont détenu ce grade, tous dans la PACS.
Les divisions sont autorisées par le congrès le 6 mars 1861, et les majors généraux les commandent. Ces généraux sont nommés par Davis et sont confirmés par le Sénat. Les majors généraux sont d'un rang plus élevé que les brigadiers généraux.
Ce grade n'est pas synonyme de l'usage fait dans l'Union, en tant que majors généraux du Nord qui commandent les divisions, les corps d'armée et les armées entières. Ce grade est équivalent dans les grandes lignes aux majors généraux de l'armée actuelle des États-Unis.

### Liste des majors généraux
Pas de promus supplémentaires
- Abréviations: † : tué au combat ; NC : mort en dehors des combats

| David E. Twiggs      | 22 mai 1861       | 11 octobre 1861   | retraite                                       |
| Earl Van Dorn        | 19 septembre 1861 | 8 mai 1863        | assassiné, Spring Hill, TN                     |
| Gustavus W. Smith    | 19 septembre 1861 | 17 février 1863   | démission                                      |
| Benjamin Huger       | 7 octobre 1861    | 12 juin 1865      | libéré sur parole                              |
| John B. Magruder     | 7 octobre 1861    | pas d'archive     | pas d'archive                                  |
| Mansfield Lovell     | 7 octobre 1861    | pas d'archive     | pas d'archive                                  |
| George B. Crittenden | 9 novembre 1861   | 23 octobre 1862   | démission                                      |
| William W. Loring    | 15 février 1862   | 1er mai 1865      | libéré sur parole                              |
| Sterling Price       | 6 mars 1862       | pas d'archive     | pas d'archive                                  |
| Benjamin F. Cheatham | 10 mars 1862      | 1er mai 1865      | libéré sur parole                              |
| Sam Jones            | 10 mars 1862      | 12 mai 1865       | libéré sur parole                              |
| John P. McCown       | 10 mars 1862      | 12 mai 1865       | libéré sur parole                              |
| Jones M. Withers     | 6 avril 1862      | 11 mai 1865       | libéré sur parole                              |
| John C. Breckinridge | 14 avril 1862     | pas d'archive     | pas d'archive                                  |
| Thomas C. Hindman    | 14 avril 1862     | pas d'archive     | pas d'archive                                  |
| Lafayette McLaws     | 23 mai 1862       | pas d'archive     | pas d'archive                                  |
| J.E.B. Stuart        | 25 juillet 1862   | 12 mai 1864       | blessé mortellement, bataille de Yellow Tavern |
| Samuel G. French     | 31 août 1862      | pas d'archive     | pas d'archive                                  |
| George Pickett       | 10 octobre 1862   | 9 avril 1865      | libéré sur parole                              |
| Carter L. Stevenson  | 10 octobre 1862   | 1er mai 1865      | libéré sur parole                              |
| David R. Jones       | 11 octobre 1862   | 15 janvier 1863   | NC, Richmond, VA                               |
| John H. Forney       | 27 octobre 1862   | 20 juin 1865      | libéré sur parole                              |
| Dabney H. Maury      | 4 novembre 1862   | 11 mai 1865       | libéré sur parole                              |
| Martin Luther Smith  | 4 novembre 1862   | mai 1865          | libéré sur parole                              |
| John G. Walker       | 8 novembre 1862   | pas d'archive     | pas d'archive                                  |
| Arnold Elzey         | 4 décembre 1862   | 9 mai 1865        | libéré sur parole                              |
| Patrick Cleburne     | 13 décembre 1862  | 30 novembre 1864  | †, bataille de Franklin                        |
| Franklin Gardner     | 13 décembre 1862  | 11 mai 1865       | libéré sur parole                              |
| Isaac R. Trimble     | 18 janvier 1863   | 16 avril 1865     | libéré sur parole                              |
| Daniel S. Donelson   | 17 janvier 1863   | 17 avril 1863     | NC, Knoxville, TN                              |
| W.H.C. Whiting       | 28 février 1863   | 10 mars 1865      | NC, New York City                              |
| Edward Johnson       | 28 février 1863   | 22 juillet 1865   | libéré sur parole                              |
| Robert E. Rodes      | 2 mai 1863        | 19 septembre 1864 | †, troisième bataille de Winchester            |
| W.H.T. Walker        | 23 mai 1863       | 22 juillet 1864   | †, bataille d'Atlanta                          |
| Henry Heth           | 24 mai 1863       | 9 avril 1865      | libéré sur parole                              |
| John S. Bowen        | 25 mai 1863       | 6 juillet 1863    | libéré sur parole                              |
| Robert Ransom, Jr.   | 26 mai 1863       | pas d'archive     | pas d'archive                                  |
| Dorsey Pender        | 27 mai 1863       | 18 juillet 1863   | Blessé mortellement, bataille de Gettysburg    |
| Cadmus M. Wilcox     | 3 août 1863       | 9 avril 1865      | libéré sur parole                              |
| Jeremy F. Gilmer     | 3 août 1863       | pas d'archive     | pas d'archive                                  |
| Fitzhugh Lee         | 3 août 1863       | 9 avril 1865      | libéré sur parole                              |
| William Smith        | 12 août 1863      | 1er janvier 1864  | démission                                      |
| Howell Cobb          | September 9, 1863 | 18 mai 1865       | libéré sur parole                              |
| John A. Wharton      | November 10, 1863 | 6 avril 1865      | assassiné, Houston, TX                         |
| William T. Martin    | November 10, 1863 | 11 mai 1865       | libéré sur parole                              |
| Charles W. Field     | February 14, 1864 | 9 avril 1865      | libéré sur parole                              |
| J. Patton Anderson   | February 17, 1865 | 1er mai 1865      | libéré sur parole                              |
| William B. Bate      | February 24, 1864 | 1er mai 1865      | libéré sur parole                              |
| Prince de Polignac   | April 8, 1864     | pas d'archive     | pas d'archive                                  |
| Robert F. Hoke       | 20 avril 1864     | 1er avril 1865    | libéré sur parole                              |
| W.H.F. Lee           | 23 avril 1864     | 9 avril 1865      | libéré sur parole                              |
| James F. Fagan       | 24 avril 1864     | 20 juin 1865      | libéré sur parole                              |
| John B. Gordon       | 14 mai 1864       | 9 avril 1865      | libéré sur parole                              |
| Joseph B. Kershaw    | 18 mai 1864       | pas d'archive     | pas d'archive                                  |
| Bushrod Johnson      | 21 mai 1863       | 9 mai 1865        | libéré sur parole                              |
| Stephen D. Ramseur   | 1er juin 1864     | 20 juin 1865      | Blessé mortellement, bataille de Cedar Creek   |
| Edward C. Walthall   | 6 juin 1864       | pas d'archive     | pas d'archive                                  |
| Henry Clayton        | 1er juillet 1865  | avril 1865        | démission                                      |
| William Mahone       | 30 juillet 1864   | 9 avril 1865      | libéré sur parole                              |
| John C. Brown        | 4 août 1864       | 2 mai 1865        | libéré sur parole                              |
| Lunsford L. Lomax    | 10 août 1864      | 2 mai 1865        | libéré sur parole                              |
| Matthew C. Butler    | 9 septembre 1864  | 1er mai 1865      | libéré sur parole                              |
| James L. Kemper      | 9 septembre 1864  | 2 mai 1865        | libéré sur parole                              |
| G.W.C. Lee           | 20 octobre 1864   | 6 avril 1865      | libéré sur parole                              |
| Thomas L. Rosser     | 1er novembre 1864 | mai, 1865         | libéré sur parole                              |
| P.M.B. Young         | 12 décembre 1864  | pas d'archive     | pas d'archive                                  |
| Bryan Grimes         | 15 février 1865   | 9 avril 1865      | libéré sur parole                              |
| William W. Allen     | 4 mars 1865       | mai 1865          | libéré sur parole                              |
| Thomas J. Churchill  | 17 mars 1865      | 7 juin 1865       | libéré sur parole                              |
| John S. Marmaduke    | 18 mars 1865      | 24 juillet 1865   | libéré sur parole                              |

## Lieutenant général

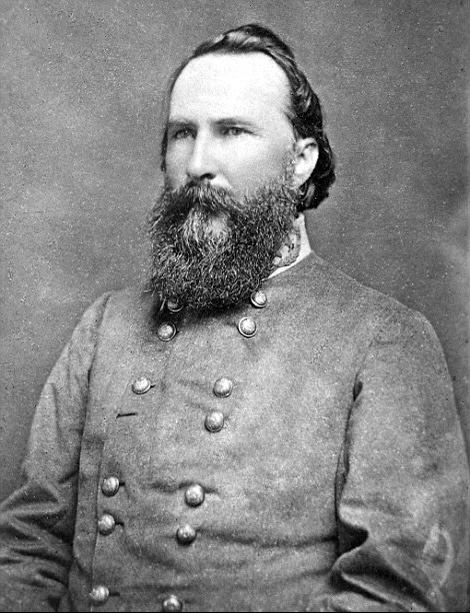
Lieutenant général James Longstreet, CSA

Il y a eu 118 lieutenants généraux dans l'armée des États confédérés, et ces généraux étaient souvent des commandants de corps au sein des armées ou des commandants de départements militaires, responsables des sections géographiques et de tous les soldats à l'intérieur de ces frontières. Tous les lieutenants généraux de la Confédération appartenaient à la PACS. Le Congrès légalise la création des corps d'armée le 18 septembre 1862, qui sont commandés par les lieutenants généraux. Ces généraux sont nommés par Davis et confirmés par le Sénat. Les lieutenants généraux sont d'un rang supérieur aux majors généraux.
Ce grade n'est pas équivalent à celui utilisé par les Fédéraux ; Ulysses S. Grant est l'un des deux seuls lieutenants généraux pendant la guerre, le second étant Winfield Scott qui a reçu une promotion de brevet lieutenant général par un acte spécial du Congrès en 1855. Grant est au moment de sa promotion, le 9 mars 1864, le seul lieutenant général fédéral en service actif. Grant devient le commandant de toutes les armées de l'Union, subordonné directement au président Abraham Lincoln, et est chargé de mener les armées de l'Union à la victoire contre la Confédération. Le grade de lieutenant général CSA est plutôt l'équivalent de celui de l'armée moderne des États-Unis.
Le congrès confédéré vote une loi en mai 1864 pour autoriser les officiers généraux « à titre temporaire » dans le PACS, nommés par Jefferson Davis et confirmés par le sénat, et qui reçoivent un commandement non permanent par Davis. En vertu de cette loi, Davis nomme plusieurs officiers pour combler des postes vacants. Richard H. Anderson est nommé lieutenant général « à titre temporaire » le 31 mai 1864 et reçoit le commandement du premier corps (à la suite de la blessure du lieutenant général James Longstreet le 6 mai 1864 dans la Wilderness). Avec le retour de Longstreet en octobre, Anderson redevient major général. Jubal Early est nommé lieutenant général « à titre temporaire » le 31 mai 1864 et reçoit le commandement du deuxième corps (à la suite de la réaffectation du lieutenant général Richard S. Ewell à d'autres responsabilités) et le commande jusqu'en décembre 1864, où il redevient major général. De même, Stephen D. Lee et Alexander P. Stewart sont nommés pour combler les vacances sur le théâtre occidental comme des lieutenants généraux « à titre temporaire » et reviennent aussi au grade précédent de major général alors que leur affectation se termine. Néanmoins, Lee est nommé une seconde fois lieutenant général le 11 mars 1865 et est confirmé cinq jours plus tard.

### Liste des lieutenants généraux
- Abréviations : † = mort au combat

| Liste des lieutenants généraux avec un commandement de ligne | Liste des lieutenants généraux avec un commandement de ligne | Liste des lieutenants généraux avec un commandement de ligne | Liste des lieutenants généraux avec un commandement de ligne | Liste des lieutenants généraux avec un commandement de ligne | Liste des lieutenants généraux avec un commandement de ligne        |
| Nom                                                          | Date de prise de rang                                        | Nomination                                                   | Confirmation                                                 | Fin de grade                                                 | Raison                                                              |
| ------------------------------------------------------------ | ------------------------------------------------------------ | ------------------------------------------------------------ | ------------------------------------------------------------ | ------------------------------------------------------------ | ------------------------------------------------------------------- |
| James Longstreet                                             | 9 octobre 1862                                               | 10 octobre 1862                                              | 11 octobre 1862                                              | 9 avril 1865                                                 | libéré sur parole                                                   |
| Edmund Kirby Smith                                           | 9 octobre 1862                                               | 10 octobre 1862                                              | 11 octobre 1862                                              | 19 février 1864                                              | promu général                                                       |
| Leonidas Polk                                                | 10 octobre 1862                                              | 10 octobre 1862                                              | 11 octobre 1862                                              | 14 juin 1864                                                 | †, Pine Mountain (en)                                               |
| Theophilus H. Holmes                                         | 10 octobre 1862                                              | 10 octobre 1862                                              | 11 octobre 1862                                              | 1er mai 1865                                                 | libéré sur parole                                                   |
| William J. Hardee                                            | 10 octobre 1862                                              | 10 octobre 1862                                              | 11 octobre 1862                                              | 1er mai 1865                                                 | libéré sur parole                                                   |
| Stonewall Jackson                                            | 10 octobre 1862                                              | 10 octobre 1862                                              | 11 octobre 1862                                              | 10 mai 1863                                                  | Blessé mortellement, Chancellorsville                               |
| John C. Pemberton                                            | 10 octobre 1862                                              | 10 octobre 1862                                              | 13 octobre 1862                                              | 18 mai 1864                                                  | démission                                                           |
| Richard S. Ewell                                             | 23 mai 1863                                                  | 23 mai 1863                                                  | 2 février 1864                                               | 19 juillet 1865                                              | libéré sur parole                                                   |
| A.P. Hill                                                    | 24 mai 1863                                                  | 23 mai 1863                                                  | 15 janvier 1864                                              | 2 avril 1865                                                 | †, Petersburg                                                       |
| Daniel H. Hill                                               | 11 juillet 1863                                              | ?                                                            | retirée                                                      | 15 octobre 1863                                              | en désaccord avec le général Bragg après la bataille de Chattanooga |
| John Bell Hood                                               | 20 septembre 1863                                            | 1er février 1864                                             | 4 février 1864                                               | 31 mai 1865                                                  | libéré sur parole                                                   |
| Richard Taylor                                               | 8 avril 1864                                                 | 14 mai 1864                                                  | 16 mai 1864                                                  | 11 mai 1865                                                  | libéré sur parole                                                   |
| Jubal Early                                                  | 31 mai 1864                                                  | 31 mai 1864                                                  | 31 mai 1864                                                  | pas d'archive                                                | pas d'archive                                                       |
| Richard H. Anderson                                          | 31 mai 1864                                                  | 31 mai 1864                                                  | 31 mai 1864                                                  | pas d'archive                                                | pas d'archive                                                       |
| Alexander P. Stewart                                         | 23 juin 1864                                                 | 23 juin 1864                                                 | 20 février 1865                                              | 1er mai 1865                                                 | libéré sur parole                                                   |
| Stephen D. Lee                                               | 23 juin 1864                                                 | 11 mars 1865                                                 | 16 mars 1865                                                 | 1er mai 1865                                                 | libéré sur parole                                                   |
| Simon B. Buckner                                             | 20 septembre 1864                                            | 20 septembre 1864                                            | 17 janvier 1865                                              | 9 juin 1865                                                  | libéré sur parole                                                   |
| Wade Hampton                                                 | 14 février 1865                                              | 14 février 1865                                              | 15 février 1865                                              | pas d'archive                                                | pas d'archive                                                       |
| Nathan Bedford Forrest                                       | 28 février 1865                                              | 2 mars 1865                                                  | 2 mars 1865                                                  | 10 mai 1865                                                  | libéré sur parole                                                   |

## Général d'armée

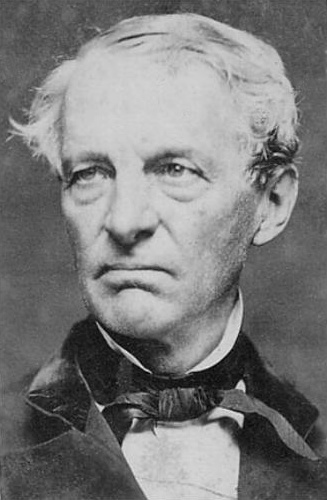
Général Samuel Cooper, CSA

À l'origine cinq officiers dans le Sud ont été nommés au grade de général, et seuls deux autres le seront. Ces généraux occupent des postes supérieurs dans l'armée confédérée, principalement des postes de commandement d'armées entières ou de département militaire, et de conseillers de Jefferson Davis. Ce grade est équivalent au grade de général dans l'armée moderne des États-Unis, il est souvent appelé dans les écrits actuels « général plein » pour aider à le différencier du terme générique de « général » signifiant simplement « officier général ».
Tous les généraux confédérés sont inscrits dans l'ACSA pour s'assurer qu'ils soient d'un rang plus élevé que tous les officiers des milices, à l'exception d'Edmund Kirby Smith, qui a été nommé tardivement dans la guerre et dans la PACS. P.G.T. Beauregard, a aussi été nommé général à l'origine dans la PACS mais a été élevé dans l'ACSA deux mois plus tard avec la même date de prise de rang. Ces généraux sont d'un rang plus élevé que tous les autres grades de général.
Le premier groupe d'officiers nommés généraux sont Samuel Cooper, Albert Sidney Johnston, Robert E. Lee, Joseph E. Johnston et P.G.T. Beauregard, respectivement selon leur rang de seniorité. Cet ordre de seniorité fait de Cooper, un officier d'état-major qui ne participera pas aux combats, l'officier général de plus haut rang dans la CSA. Cet ordre de seniorité entache les relations entre Joseph E. Johnston et Jefferson Davis. Johnston avait été le seul officier général de l'armée des États-Unis à rejoindre le Sud, et il se considère comme l'officier général le plus ancien de l'armée des États confédérés et n'apprécie pas l'ordre de seniorité que Davis a autorisé. Néanmoins, sa position dans l'armée des États-Unis était en état-major, non sur le terrain, ce qui est évidemment un critère que Davis a apprécié pour l'ancienneté et le grade dans l'armée confédérée.
Le 17 février 1864, une loi est votée pour permettre à Davis de nommer un officier au commandement du département du Trans-Mississippi, avec le grade de général dans la PACS. Edmund Kirby Smith est le seul officier nommé dans cette position. Braxton Bragg avait été nommé général dans l'ACSA avec une date de prise de rang au 6 avril 1862, le jour où son commandant, Albert Sidney Johnston, meurt au combat.

Le congrès vote une loi en mai 1864 pour permettre aux officiers généraux « à titre temporaire » dans la PACS d'être nommés par Davis et confirmés par le sénat, et de recevoir une commandement non permanent par Davis. John Bell Hood est nommé général « à titre temporaire » le 18 juillet 1864, le jour où il prend le commandement de l'armée du Tennessee lors de la campagne d'Atlanta, mais cette nomination n'est pas confirmée par le congrès, et il reprend son grade de lieutenant général en janvier 1865. En mars 1865, le statut de Hood est expliqué par le sénat confédéré qui précise : 

« Il est décidé que, le général J.B Hood, ayant été nommé général, avec ce grade et un commandement temporaires et ayant été relevé de son service en tant que commandant de l'armée du Tennessee, et n'ayant pas été renommé sur un autre commandement approprié au grade de général, et en conséquence ne peut être confirmé en tant que tel. »

### Liste des généraux avec un commandement sur le terrain
- Abréviations : † = mort au combat

| Liste des généraux avec un commandement de ligne | Liste des généraux avec un commandement de ligne | Liste des généraux avec un commandement de ligne | Liste des généraux avec un commandement de ligne | Liste des généraux avec un commandement de ligne | Liste des généraux avec un commandement de ligne |
| Nom                                              | Date de prose de rang                            | Nomination                                       | Confirmation                                     | Fin de grade                                     | Raison                                           |
| ------------------------------------------------ | ------------------------------------------------ | ------------------------------------------------ | ------------------------------------------------ | ------------------------------------------------ | ------------------------------------------------ |
| Samuel Cooper                                    | 16 mai 1861                                      | 31 août 1861                                     | 31 août 1861                                     | 3 mai 1865                                       | libéré sur parole                                |
| Albert Sidney Johnston                           | 30 mai 1861                                      | 31 août 1861                                     | 31 août 1861                                     | 6 avril 1862                                     | †, Shiloh                                        |
| Robert E. Lee                                    | 14 juin 1861                                     | 31 août 1861                                     | 31 août 1861                                     | 9 avril 1865                                     | libéré sur parole                                |
| Joseph E. Johnston                               | 4 juillet 1861                                   | 31 août 1861                                     | 31 août 1861                                     | 2 mai 1865                                       | libéré sur parole                                |
| P.G.T. Beauregard                                | 21 juillet 1861                                  | 31 août 1861                                     | 31 août, 1861                                    | 1er mai 1865                                     | libéré sur parole                                |
| Braxton Bragg                                    | 6 avril 1862                                     | 12 avril 1862                                    | 12 avril 1862                                    | 10 mai 1865                                      | libéré sur parole                                |
| Edmund Kirby Smith                               | 21 août 1862                                     | 19 février 1864                                  | 11 mai 1864                                      | 17 mai 1865                                      | libéré sur parole                                |

Il faut noter que pendant 1863, Beauregard, Cooper, J. Johnston et Lee ont eu leur grade renommé au 20 février et puis reconfirmé au 23 avril par le congrès confédéré. C'était en réponse aux débats du 17 février pour savoir si les confirmations faites par la législature provisoire avaient besoin d'une nouvelle confirmation par la législature permanente, ce qui a été fait par un acte du congrès pris deux jours plus tard.

## Général en chef

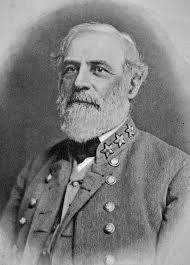
Général Robert E. Lee, CSA

Le président Jefferson Davis commande d'abord lui-même l'armée confédérée avec ses généraux d'armée. Mais le 31 janvier 1865, poussé par l'opinion publique, Robert E. Lee est nommé général en chef.

## Généraux de la milice
Les États du Sud ont mis en place des milices depuis l'époque de la guerre d'indépendance des États-Unis en concordance avec l'acte de la milice des États-Unis de 1792. Elles sont appelées de différentes façons, comme « milice » d'États ou « armée » ou « garde » et sont activées et étendues lorsque la guerre de Sécession commence. Ces unités sont commandées par des « généraux de la milice » pour défendre leur État et quelquefois ne quittent pas leur sol natal pour combattre pour la Confédération. Les milices confédérées utilisent les grades d'officiers généraux de brigadier général et de major général.
Les règles de l'acte de 1792 définissent deux classes de milice, divisée selon l'âge. La première classe prend en compte les hommes de 22 à 30 ans, et la deuxième comprend les hommes de 18 à 20 ans et ceux de 31 à 45 ans. Les différents États du sud avaient chacun leur système lorsque la guerre a commencé.

## Insigne d'uniforme
Tous les généraux portent le même insigne d'uniforme quel que soit leur grade de général, à l'exception de Robert E. Lee qui porte l'uniforme de colonel confédéré. La seule différence est la répartition des boutons sur leur uniforme ; des groupes des trois boutons pour les lieutenants et majors généraux, et des groupes de deux boutons pour les brigadiers généraux.
| Grade              | Insigne de col | Insigne de manche | Boutons                  |
| ------------------ | -------------- | ----------------- | ------------------------ |
| Général            | (tous grades)  | (tous grades)     |                          |
| Lieutenant général | (tous grades)  | (tous grades)     | Groupes de trois boutons |
| Major général      | (tous grades)  | (tous grades)     | Groupes de trois boutons |
| Brigadier général  | (tous grades)  | (tous grades)     | Groupes de deux boutons  |

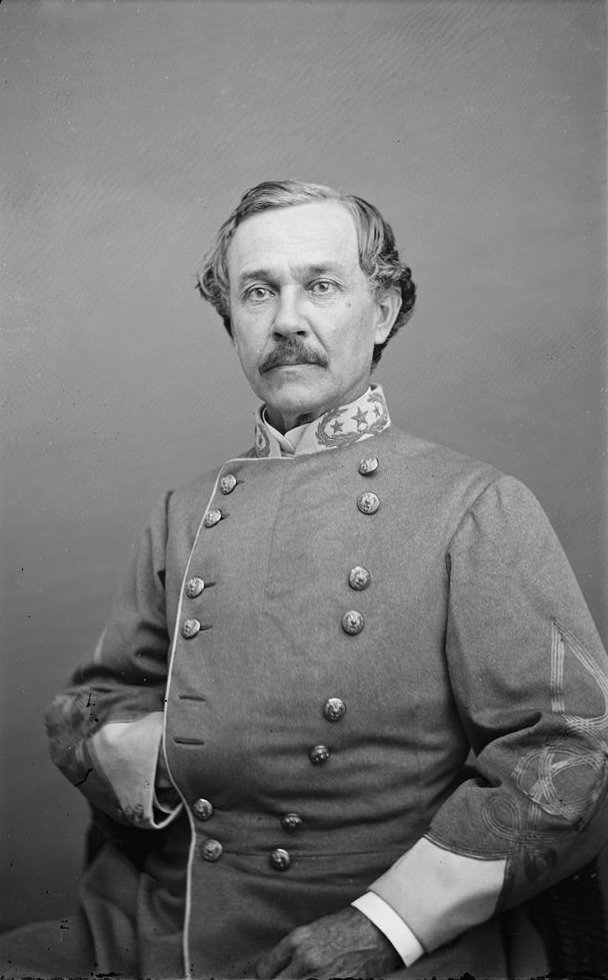
Joseph Reid Anderson dans un uniforme de brigadier général confédéré.

À la droite, on voit l'image d'un général CSA en uniforme, dans ce cas le brigadier général Joseph Reid Anderson du département de l’ordonnance de la Confédération. Tous les généraux du Sud portent un uniforme comme celui-ci, quel que soit leur grade de général, et tous avec des broderies couleur or.

## Solde
Les officiers généraux de l'armée confédérée sont soldés (payés) pour leurs services, et le montant exact (en dollars confédérés (CSD)) dépend de leur grade et s'ils exercent un commandement de terrain ou non. Le 6 mars 1861, lorsque l'armée ne comprenait que des brigadiers généraux, leur solde était de 301 dollars confédérés par mois, et leurs lieutenants aides-de-camp recevaient 35 dollars confédérés supplémentaires par rapport à leur solde régulière. Lorsque des grades d'officiers généraux sont ajoutés, l'échelle de solde est ajustée. Au 10 juin 1864, un général reçoit 500 dollars confédérés par mois plus 500 dollars confédérés supplémentaires s'il commande une armée sur le terrain. Aussi, à cette date, les lieutenants généraux perçoivent 450 dollars confédérés, le majors généraux 350 dollars confédérés et les brigadiers généraux reçoivent 50 dollars confédérés supplémentaires s'ils servent au combat.

## Mémoire
L'armée confédérée a perdu plus de généraux tués au combat que l'armée de l'Union au cours de la guerre, dans un ratio d'environ 5 pour un pour le Sud à comparer aux 12 pour un dans le Nord. Le plus célèbre d'entre eux est le général Thomas "Stonewall" Jackson, probablement le commandant confédéré le plus connu après le général Robert E. Lee. La mort de Jackson résulte d'un tir fratricide à Chancellorsville dans la nuit du 2 mai 1863. Le remplacement de ces généraux tombés au combat est un problème récurrent pendant la guerre, souvent par des hommes promus avec des compétences inférieures à celles requises (une critique commune des officiers tels que John Bell Hood et George E. Pickett, mais un problème pour les deux armées), ou pour remplacer des blessés graves au combat mais dont on a besoin, comme Richard S. Ewell. Le problème est rendu plus difficile pour le Sud dont les ressources en hommes se réduisent, spécialement vers la fin de la guerre.
Le dernier général confédéré sur le terrain, Stand Watie, se rend le 23 juin 1865, et le dernier général survivant de la guerre, Edmund Kirby Smith, meurt le 28 mars 1893. James Longstreet meurt le 2 janvier 1904, et est considéré comme le « dernier du haut commandement de la Confédération ».
Le système de l'armée confédérée utilisant quatre grades de général est actuellement la même structure en usage dans l'armée des États-Unis (utilisé peu après la guerre de Sécession) et est aussi le système utilisé par le corps des Marines des États-Unis (en usage depuis la Seconde Guerre mondiale).